# ドーティ郡
ドーティ郡(ドーティぐん、ネパール語：डोटी जिल्ला|डोटी जिल्ला)は、ネパール西端のスドゥパシュチム州の郡。
郡都はディパヤル・シルガディ。
2021年11月11日の人口は20万5683人。
面積は2025km²。 
かつて、二二諸国のドーティ王国が存在した。